# Giuseppe Lunghi
Giuseppe Lunghi (Milano, 24 febbraio 1896 – Lonate Pozzolo, 16 ottobre 1994) è stato un calciatore italiano, di ruolo attaccante.

## Carriera
Ha giocato tre campionati con il Foot Ball Club Brescia dal 1919 al 1923. Esordì il 12 ottobre 1919 in Brescia-Cremonese (1-0) segnando la rete che ha deciso l'incontro. In tutto, nel Brescia realizzò 16 reti in 28 partite.
Nel 1922 tre gare a cui aveva preso parte, oltre alle quattro regolari, vennero annullate su delibera dal Lega Nord per la sua posizione irregolare e quella di Guido Ros. Le gare che vennero annullate furono Brescia-SPAL (3-0) del 22 ottobre 1922, Brescia-Padova (1-0) del 5 novembre 1922 e Brescia-Milanese (0-0) del 19 novembre 1922. La Lega Nord era l'organismo che all'epoca gestiva la Prima Divisione.